# الدوري الفنزويلي الممتاز 1996–97
الدوري الفنزويلي الممتاز 1996–97 (بالإسبانية: Primera División Venezolana 1996-97) هو الموسم 77 من الدوري الفنزويلي الممتاز. كان عدد الأندية المشاركة فيه 12، وفاز فيه نادي كاراكاس.